# 7 Tage – das große Adelsmagazin
7 Tage – das große Adelsmagazin (Schreibweise des Verlags: 7 TAGE) ist eine wöchentlich erscheinende deutsche Frauenzeitschrift. Sie erscheint seit 1948 im Baden-Badener Sonnenverlag, einer Tochtergesellschaft der Verlagsgruppe Klambt.

## Hintergrund
Sie wird dem „Markt der unterhaltenden Frauenzeitschriften“ zugerechnet und berichtet wie andere Titel der Regenbogenpresse vornehmlich über europäische Adelshäuser und andere Prominente. Weitere Themenschwerpunkte sind Gesundheit/Medizin, eine aktuelle Medizin-Serie, Mode und Schönheit, Urlaub und Reisen, Natur, Wohnen und Garten, Recht und Rat sowie neue Koch- und Backrezepte.
Im Quartal III/06 (IVW) erreichte das Blatt eine verkaufte Auflage von 120.483 Exemplaren, im Jahr 2021 rund 48.000. Der Verkaufspreis betrug 1,99 Euro.